# Vergil Ortiz Jr.
Vergil Ortiz Jr. (Grand Prairie, 25 de março de 1998) é um boxeador profissional estadunidense que detêm o título Peso Meio-Médio internacional da Organização Mundial de Boxe (OMB/WBO) desde 2021. Como amador, ele foi sete vezes campeão nacional e foi vencedor das Olimpíadas Junior de 2013. Ortiz foi nomeado prospect (lutador promissor) do ano pela revista The Ring em 2019. Vergil é conhecido pelo seu poder de nocaute, tendo uma porcentagem de nocautes de 100%. Atualmente, Ortiz está ranqueado como o quinto melhor Peso Meio-Médio pela The Ring, segundo melhor pela BoxRec e terceiro melhor no ranking do Transnational Boxing Rankings Board (Quadro de Classificação Transnacional do Boxe).

## Carreira profissional

### Início da carreira
Ortiz venceu as primeiras seis lutas que disputou por nocaute, passando do primeiro round em apenas uma delas.

#### Ortiz Jr vs. Valenzuela
A sua sétima luta foi em 16 de setembro de 2017, no undercard de Canelo Álvarez vs. Gennady Golovkin I, contra Cesar Valenzuela, onde ele venceu por nocaute técnico no segundo round.

#### Ortiz Jr vs. Ortiz
Já com um record de 10-0, Ortiz apareceu no undercard de Canelo Álvarez vs. Gennady Golovkin II para enfrentar Roberto Ortiz. Vergil venceu a luta após aplicar um segundo knockdown em Ortiz. Apesar de Roberto ter se levantado, o juiz o avaliou como incapaz de continuar lutando.

### Subindo nos ranques

#### Ortiz Jr vs. Orozco
Em 10 de agosto de 2019, no The Theatre at Grand Prairie, Texas, Ortiz derrotou Antonio Orozco por nocaute técnico no sexto round para conquistar o título vago AMB (WBA) Gold Peso Meio-Médio. Na sua luta seguinte, no dia 13 de dezembro de 2019, em Indio, California, Ortiz defendeu seu título contra Brad Solomon. Vergil venceu por nocaute técnico no quinto round.

#### Ortiz Jr vs. Vargas
Ortiz devia enfrentar Samuel Vargas em 28 de março de 2020, no The Forum, Inglewood, California no undercard de Canelo Álvarez vs. Billy Joe Saunders. Entretanto, devido a pandemia de COVID-19, a luta só ocorreu em 24 de julho de 2020, no mesmo local que Ortiz tinha enfrentado Brad Solomon. Ortiz venceu a luta por nocaute técnico no sétimo round e manteve seu título da AMB (WBA) Gold Peso Meio-Médio.

#### Ortiz Jr vs. Hooker
Ortiz retornou ao ringue em 20 de março de 2021, derrotando Maurice Hooker com outro nocaute técnico no sétimo round em Fort Worth, Texas. Com essa vitória, Ortiz conquistou o título OMB (WBO) Internacional Peso Meio-Médio que estava vago. Hooker estava ranqueado como número 8 pela OMB (WBO), 13 pelo CMB (WBC) e 15 pela FIB (IBF) nos Pesos Meio-Médios.

#### Ortiz Jr vs. Kavaliauskas
Em 14 de agosto de 2021, Ortiz defendeu seu título contra Egidijus Kavaliauskas. Kavaliauskas estava ranqueado como número 5 pela OMB (WBO) e 10 pelo CMB (WBC). Kavaliauskas, o primeiro boxeador a passar do sétimo round contra Ortiz, sofreu cinco knockdowns, sendo derrotado no oitavo round por nocaute técnico.

#### Ortiz Jr vs. McKinson
Em 6 de agosto de 2022, Ortiz Jr enfrentou Michael McKinson em uma luta eliminatória para o título mundial Peso Meio-Médio da AMB (WBA). McKinson estava ranqueado como número 5 pela OMB (WBO) e 10 pela AMB (WBA) nos Pesos Meio-Médios. Ortiz derrotou McKinson por nocaute técnico no 9° round.

## Recorde no boxe profissional
| 23 lutas    | 23 vitórias | 0 derrotas | Ref.   |
| ----------- | ----------- | ---------- | ------ |
| Por nocaute | 21          | 0          | [ 18 ] |